# Ipomoea barbatisepala
Ipomoea barbatisepala är en vindeväxtart som beskrevs av Asa Gray. Ipomoea barbatisepala ingår i släktet praktvindor, och familjen vindeväxter. Inga underarter finns listade i Catalogue of Life.